# Mamesdytes
Mamesdytes is een geslacht van kevers uit de familie van de loopkevers (Carabidae). De wetenschappelijke naam van het geslacht is voor het eerst geldig gepubliceerd in 2007 door Trezzi.

## Soorten
Het geslacht Mamesdytes omvat de volgende soorten:
- Mamesdytes glacialis Trezzi, 2007
- Mamesdytes shawcrossensis Trezzi, 2007